# روي هوليس
روي هوليس (بالإنجليزية: Roy Hollis)‏ هو لاعب كرة قدم بريطاني (وحمل سابقاً جنسية المملكة المتحدة لبريطانيا العظمى وأيرلندا) في مركز الهجوم، ولد في 24 ديسمبر 1925، وتوفي في 12 نوفمبر 1998. لعب مع توتنهام هوتسبير.